# Сили, Данте
Данте Исайя Сили (англ. Dante Isiah Sealy; род. 17 апреля 2003, Бруклин, США) — американский и тринидадский футболист, полузащитник клуба «Клёб де Фут Монреаль». Сын бывшего игрока сборной Тринидада и Тобаго Скотта Сили.

## Карьера

### Клубная
Воспитанник «Далласа». Дебютировал на взрослом уровне в 16 лет в составе «Норт Техас», куда он отправлялся в аренду. В следующем сезоне Сили уже выступал за основу «Далласа» в MLS. В августе 2021 года футболиста на два года арендовал ПСВ, однако за все время нахождения в клубе форвард довольствовался выступлениями только за его молодежный состав. В 2024 году вернулся в расположение «Далласа».
В феврале 2025 года подписал контракт с другой командой MLS «Клёб де Фут Монреаль».

### В сборной
Выступал за различные юниорские сборные США, сохраняя при этом возможность на взрослом уровне выбрать для выступлений родину отца. В мае 2025 года Данте Сили вошел в расширенный состав тринидадцев для участия в Золотом Кубке КОНКАКАФ. Дебютировал за «воинов сока» 6 июня в матче отборочного турнира ЧМ-2026 против Сент-Китса и Невиса (6:2). В нем Сили отметился дублем и на 86-й минуте уступил место на поле Уэйну Фредерику. 5 июня Сили вошел в заявку сборной для участия в Золотом кубке КОНКАКАФ.

## Достижения
- Чемпион USL League One (1): 2019.